# Созе (Ілірська Бистриця)
Созе (словен. Soze) — поселення в общині Ілірська Бистриця, Регіон Нотрансько-крашка, Словенія. Висота над рівнем моря: 498,9 м.